# Enfin veuve
Pour les articles homonymes, voir Veuve.
Pour plus de détails, voir Fiche technique et Distribution.
Enfin veuve est un  film français réalisé par Isabelle Mergault, sorti en 2008.

## Synopsis
Anne-Marie Gratigny trompe depuis deux ans son mari Gilbert, chirurgien plasticien, avec Léo, qui restaure, avec ses compagnons, de vieux bateaux. Ce dernier prépare depuis longtemps un voyage professionnel d'un an et demi en Chine et il compte bien y emmener Anne-Marie. La situation semble se dénouer lorsqu'à quelques jours du départ, Gilbert trouve la mort dans un accident de voiture. Anne-Marie croit pouvoir partir en Chine avec son amant mais sa famille venue pour l'enterrement est décidée à rester pour la soutenir dans son deuil.

## Fiche technique
- Titre : Enfin veuve
- Première assistante-réalisatrice: Iris Wong
- Second assistant-réalisateur : Dylan Talleux
- Troisième assistant-réalisateur : Loïc Deplace
- Production : F comme Film, Gaumont, TF1 Films Production, Canal+, Ciné Cinémas
- Scénario original et dialogues : Isabelle Mergault
- Adaptation : Isabelle Mergault et Jean-Pierre Hasson
- Photographie : Philippe Pavans de Ceccatty
- Musique : Etienne Perruchon, Laurent Marimbert
- Directeur de Production : Bernard Marescot
- Conseiller technique : Laurent Herbiet
- Montage : Véronique Parnet
- Décors : Bernard Vezat
- Son : Eric Devulder, Gérard Lamps et Patrice Grisolet
- Costume : Charlotte Betaillole
- Pays d'origine :  France
- Format : couleur — 1,85:1
- Genre : comédie dramatique
- Durée : 97 minutes
- Date de sortie :  France : 16 janvier 2008
- Lieux de tournage : Var (Sanary-sur-Mer, Six-Fours-les-Plages, Bandol, Saint-Mandrier-sur-Mer). La belle villa qu'occupe Anne-Marie - jouée par Michèle Laroque - a pour décor la propriété privée La Sanarytaine.

## Distribution
- Michèle Laroque : Anne-Marie « Moumousse » Gratigny
- Jacques Gamblin : Léo Labaume, l'amant d'Anne-Marie
- Wladimir Yordanoff : Gilbert Gratigny, le mari d'Anne-Marie
- Tom Morton : Christophe Gratigny, le fils d'Anne-Marie et Gilbert
- Valérie Mairesse : Nicole, l'employée de maison des Gratigny
- Claire Nadeau : Viviane, la sœur d'Anne-Marie
- Eva Darlan : Catherine, la sœur de Gilbert
- Caroline Raynaud : Alexia, la compagne de Christophe
- Paul Crauchet : Gaby Gratigny, le père de Gilbert
- Michel Lagueyrie : Michel, le mari de Catherine
- Choukri Gabteni : Saadi, un ami de Léo
- Franck Pitiot : Maurice, un ami de Léo
- Julien Cafaro : Pierrot, un ami de Léo
- Agnès Boury : Madame Jobert, une voisine
- Anne Girouard : La patiente pour la liposuccion
- Renée Le Calm : Nathalie, la cliente ivre
- Éliza Maillot : Valérie, la femme de Pierrot
- Fabienne Chaudat : une voisine
- Yvan Dautin : un gendarme
- Tadrina Hocking : Brigitte
- Rémy Roubakha : un voisin
- Alain Sachs : un voisin
- Isabelle Tanakil : Élisabeth
- Bruno Sanches : le bidasse du film "La grande gaufre"